# Остання битва (фільм, 1983)
«Остання битва» (фр. Le dernier combat, англ. The Last Battle) — постапокаліптичний французький фільм режисера Люка Бессона про виродженя Цивілізації після глобальної катастрофи. Фільм цілковито німий, — люди у сюжеті розучилися розмовляти. Прем'єра фільму відбулася 6 квітня 1983 року, (Франція). Місця зйомок: Дюна дю Пила, Пила-сюр-Мер, Жиронда, Франція.
Режисер мав на меті показати моральний розклад і дегенерацію цивілізації у майбутньому, після причинно-наслідкової глобальної катастрофи.

## Сюжет
Мали рацію ті, хто пророкував цивілізації занепад і вмирання. Земля пережила глобальну катастрофу і занурилася в пітьму дикості. Цивілізації прийшов кінець. Вижили небагато — і небагато з небагатьох зберегли розум. Люди втратили здатність до мови і послуговуються лише знаками.
Уцілілі туляться в руїнах міст, ведучи щоденну жорстоку війну за виживання в новому безжальному світі, як герої цього фільму, раз за разом відбивають нальоти бандитів на останній острівець порядку — будівлі психіатричної клініки в серце зруйнованого міста.
Це їх остання битва з наступаючим Хаосом і Смертю. Битва, яку не можна програти…
Усе це підтверджують факти моральної дегенерації залишків суспільства: у самому початку стрічки, головний герой займається сексом з надувною лялькою, або вигляд жінки у клітці — сексуальної рабині, чи раба гнома…

## Актори
- П'єр Жоліве — Людина
- Жан Боуісе — Доктор
- Фріц Віппер — капітан
- Жан Рено — грубий
- Крістіан Крюгер — наложниця капітана
- Моріс Ламі — гном,
- П'єр Карріве — людина капітана
- Жан-Мішель Кастаніє — людина капітана
- Мішель Досет — людина капітана
- Бернард Гавет — людина капітана
- Марсель Бертгоміер — людина капітана
- Петра Мюллер — жінка в клітці
- Гаррі Йоде — людина капітана.